# Eli Zizow
Eli Zizow (hebr. אלי זיזוב; ur. 30 stycznia 1991 w Beer Szewie) – izraelski piłkarz pochodzenia gruzińskiego grający na pozycji napastnika.